# Fissidens laxitextus
Fissidens laxitextus là một loài Rêu trong họ Fissidentaceae. Loài này được Broth. ex Gangulee mô tả khoa học đầu tiên năm 1964.